# Хриб при Копривнику
Хриб при Копривнику (словен. Hrib pri Koprivniku) је насељено мјесто у општини Кочевје, регија Југоисточна Словенија, Словенија.

## Историја
До територијалне реорганизације у Словенији био је у саставу старе општине Кочевје.

## Становништво
У попису становништва из 2011. године, Хриб при Копривнику је имао 1 становника.
| Број становника према пописима | Број становника према пописима | Број становника према пописима |
| ------------------------------ | ------------------------------ | ------------------------------ |
| 1991                           | 2002                           | 2011                           |
| 0                              | 0                              | 1                              |

Напомена: До 1953. исказивано под именом Хриб.